# Ängestjärnen (Norsjö socken, Västerbotten)
Ängestjärnen är en sjö i Norsjö kommun i Västerbotten och ingår i Skellefteälvens huvudavrinningsområde.